# Maria Lasitskene
Maria Aleksandrovna Lasitskene (ryska: Мария Александровна Ласицкене), född Kutjina den 14 januari 1993 i Prochladnyj, är en rysk friidrottare som tävlar i höjdhopp. Hon tog guld både vid världsmästerskapen i Peking 2015 och i London 2017.

## Karriär som junior
Lasitskene (som då hette Kutjina i efternamn och tränades av Gennadiy Gabrilyan) vann som 15-åring år 2008 de ryska ungdomsmästerskapen på 1,83.
Hennes första internationella framgång kom året därpå, vid ungdomsvärldsmästerskapen 2009, där hon  med nya personliga rekordet 1,85 tog en silvermedalj med höjden 1,85 meter efter italienska Alessia Trost. Samma år tog hon silver vid European Youth Olympic Festival i Tammerfors och Gymnasiaden. Vid Olympiska sommarspelen för ungdomar 2010 i Singapore vann hon guldet på 1,86, före Alessia Trost.
Inomhussäsongen 2011 besegrade hon med ett hopp på 1,90 för första gången OS-vinnaren från 2004 Jelena Slesarenko, innan hon vid höjdhoppsgalan i Třinec klarade 1,97, vilket var nytt juniorvärldsrekord. Samma år tog hon guld vid Junioreuropamästerskapen i Tallinn på det nya mästerskapsrekordet 1,95. Vid Juniorvärldsmästerskapen i friidrott 2012 i Barcelona tog hon brons med 1,88, återigen efter Alessia Trost. Vid Universiaden 2013 i ryska Kazan satte nytt personrekord utomhus med 1,96, vilket räckte till andra plats efter polskan Kamila Lićwinko (då Kamila Stepaniuk), på samma höjd.

## Seniorkarriär

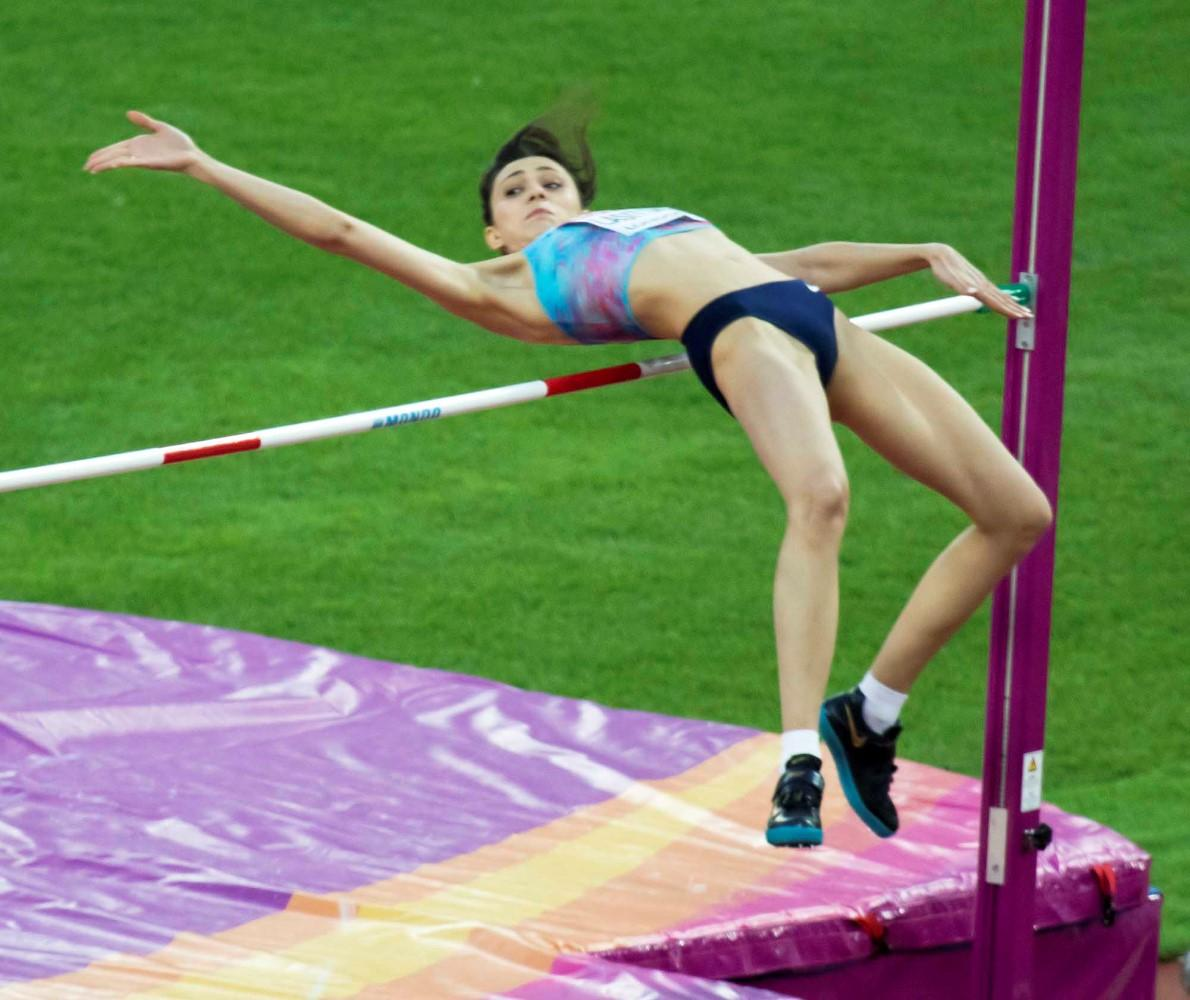
Marija Lasitskene (2017).

År 2014 blev hon för första gången rysk mästare, något hon också blev 2017 och 2018.
Sin första stora titel som senior erövrade hon vid Inomhusvärldsmästerskapen i friidrott 2014 i polska Sopot, där hon delade guldet med Lićwinko – båda klarade 2,00 . Senare samma år räckte hennes 1,99 till silver efter Ruth Beitia vid Europamästerskapen i friidrott 2014 i Zürich. Efter segrar i tre av sju deltävlingar tog hon också hem slutsegern i 2014 års Diamond League.
Under 2015 vann hon först Inomhus-EM i Prag på 1,97, och senare VM utomhus, i Peking, där hon nådde 2,01. I Diamond slutade hon som sammanlagd två efter Ruth Beitia.
Lasitskene var stor guldfavorit inför de Olympiska sommarspelen 2016 i Rio de Janeiro, men fick inte tävla sedan det Internationella friidrottsförbundet stängt av alla ryska friidrottare (formellt var det ryska friidrottsförbundet som avstängdes) efter dopningsanklagelser.
I april 2017 beviljades Lasitskene tillstånd att tävla under neutral flagg   – som Authorised Neutral Athlete (ANA) – vilket gav henne möjligheten att försvara sin VM-titel vid Världsmästerskapen i friidrott 2017 . Hon vann på 2,03 före ukrainska Julija Levtjenko och tog också hem totalsegern i Diamond League en andra gång. Guld blev det även vid Inomhus-VM i Birmingham 2018 (2,01) och utomhus-EM 2018 i Berlin, där hon vann på två meter jämnt, innan säsongen kröntes med slutsegern i Diamond League.
År 2018 vann hon, som tävlande för Europa, IAAF:s kontinentalcup i Ostrava och upprepade därmed bedriften från 2014 i Marrakesh.
Vid utgången av 2020 hade Lasitskene vunnit totalt åtta guldmedaljer i större internationella seniormästerskap – trippla VM- och dubbla EM-guld utomhus samt två VM-guld och ett EM-guld inomhus – och tre gånger stått som totalsegrare i Diamond League, vilket gör henne till en av de mest framgångsrika höjdhopparna genom tiderna.
I augusti 2021 vid OS i Tokyo tog Lasitskene guld i damernas höjdhopp efter ett hopp på 2,04 meter.
Marija Lasitskene är sedan 2015 gift med Vladas Lasitskas, tenniskommentator för Eurosport.

## Utmärkelser
År 2014 utsågs hon av Europeiska friidrottsförbundet (EAA) till årets stjärnskott inom europeisk friidrott.

## Personliga rekord
- Utomhus: 2,06 – i Lausanne, 6 juli 2017 [12] och i Ostrava, 20 juni 2019 [13]
- Inomhus: 2,05 – i  Moskva, 9 februari 2020 [12]

### Segersvit
Från 1 juli 2016 till 30 juni 2018 vann Lasitskene 45 tävlingar i rad innan sviten bröts vid Diamond League-tävlingar i Rabat, Marocko, den 13 juli 2018, då hon slutade trea efter Blanka Vlašić som vann på 1,97.